# Comuna Verbka, Monastîrîska
Verbka (în ucraineană Вербка) este o comună în raionul Monastîrîska, regiunea Ternopil, Ucraina, formată din satele Dibrova și Verbka (reședința).

## Demografie
Componența lingvistică a comunei Verbka
     Ucraineană (99,27%)
     Alte limbi (0,73%)
Conform recensământului din 2001, majoritatea populației comunei Verbka era vorbitoare de ucraineană (99,27%), existând în minoritate și vorbitori de alte limbi.